# Анархія — мати порядку

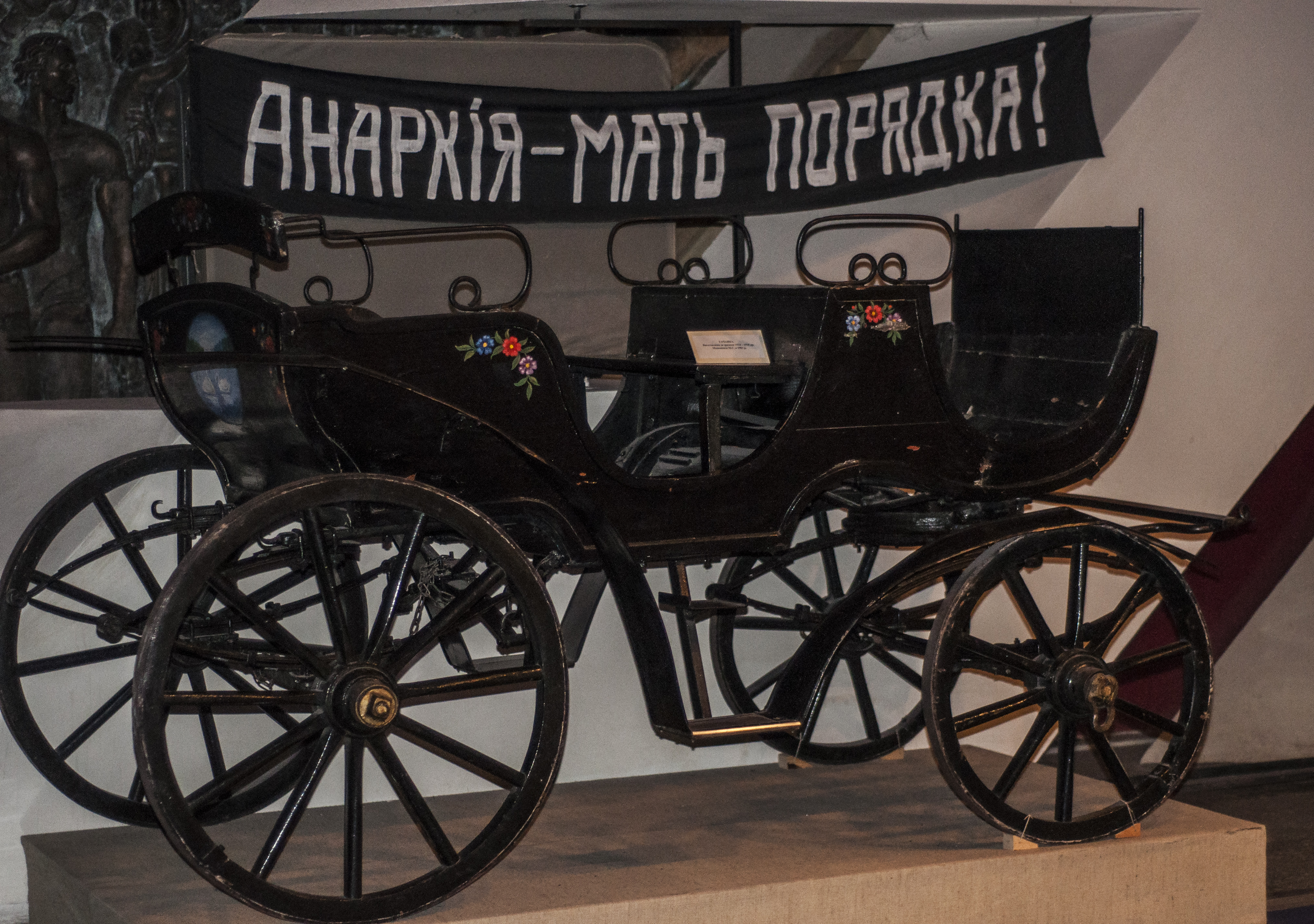
Тачанка армії Нестора Махна у Музеї історії Кам'янського

«Анархія — мати порядку» — висловлювання теоретика революції та анархізму П'єра Жозефа Прудона. Цитата з книги «Рішення соціального питання» звучить так: «[…] позитивна анархія це взаємна свобода […]; свобода – не дочка, а мати порядку!». 

## Значення та вживання
Відповідно до теорії Прудона, в результаті вільного від свавілля влади мислення, людство прийде до федеративного, децентралізованого та самоврядного укладу. На думку анархістів, фраза «анархія — мати порядку» означає ідею про те, що відносини між людьми та організаціями, які призначені для задоволення всіляких людських потреб та інтересів, можуть будуватися на принципах добровільності, рівноправності та взаємодопомоги; люди можуть ставитися один до одного шанобливо та з розумінням.
На території України лозунг набув популярності на початку ХХ століття через події 1917 року в Російській імперії та громадянську війну в подальшому, коли кожна нова прийдешня влада вводила безпідставні продрозкладки або експропріації які сприймалися населенням як пригнічення їхніх прав та інтересів, тому багато українських міст і сіл формували свої місцеві загони самооборони і не визнавали ніякої влади над собою живучи анархічним устроєм. Деякі підрозділи Революційної повстанської армії України Нестора Махна використовували фразу «Анархія — мати порядку» як девіз та зображували на прапорах. Наприклад повстанський загін Марусі Нікіфорової використовував як прапор чорне полотнище з шовку з написом «Анархія — мати порядку». Напис «анархія — мати порядку» на чорному прапорі зустрічається у візку отамана Гната Бурнаша у фільмі «Невловимі месники».[джерело?]